# Папарони, Джованни
Джованни Папарони (Giovanni Paparoni, его фамилию также пишут как Papiro Paparo, Paperone) — католический церковный деятель XII века. При папе Иннокентии II апостольский субдьякон. Провозглашен кардиналом-дьяконом церкви Сант-Адриана на консистории 17 декабря 1143 года. 2 марта 1151 года стал кардиналом-священником церкви Сан-Лоренцо-ин-Дамазо. Участвовал в выборах папы Луция II (1144), Евгения III (1145), Анастасия IV (1153) и Адриана IV (1154). Был папским легатом в Ирландии, председательствовал на Келлском синоде.